# Cucho de Ocloyas
El Cucho de Ocloyas es un sitio arqueológico correspondiente a un pucará incaico. Está emplazado en las yungas tropicales de Jujuy, un área fronteriza con el Gran Chaco, efectuando una presencia preventiva militar. Se encuentra inmerso en la vegetación silvestre de la selva, por lo que su estado de conservación es muy malo. 

## Ubicación
Se asienta sobre un cerro boscoso, a 150 metros sobre el fondo del valle, cerca a la confluencia entre los ríos Ocloyas, Trigo Pampa y Paihuaico. Estos conforman el río Catre, el cual a su vez da paso al Ledesma y finalmente desemboca en el San Francisco. La posición elevada sobre el Catre permite un amplio alcance visual sobre el valle. La altura con respecto al nivel del mar es de aproximadamente 1490 metros. Dentro de la organización administrativa inca, estuvo encuadrado en el Collasuyo. 

## Cronología
Fue construido durante el Imperio incaico, en el marco de su expansión por Argentina hacia el sur, mientras aseguraba importantes rutas estratégicas como la quebrada de Humahuaca.

## Arquitectura
El yacimiento en su conjunto mide 100 metros de largo x 70-80 de ancho. Está compuesto por 27 recintos de plantas por lo general vagamente rectangulares, lo que parecen ser pequeñas colcas, una plataforma de 20 metros de largo x 5 de ancho y 2 torreones. Los edificios se hallan cercados por un muro perimétrico. Asociados a este existen 3 pilas de guijarros que servían como proyectiles para las hondas. Contiguamente se observan terrazas de contención. 

## Función
El Cucho de Ocloyas fungió como un pequeño fortín fronterizo que albergaba una guarnición incaica el cual vigilaba la actividad en las yungas, alertando de cualquier incursión y ataque enemigo procedente del Gran Chaco contra el sector sur de la quebrada de Humahuaca. 

## Estado actual
Las estructuras se hallan en condiciones altamente deterioradas y dañadas. Reportes locales indican que la actividad ganadera afectó de sobremanera a los torreones, reduciéndolos a cimientos. Por otro lado, el ambiente húmedo y cálido propio de la selva ha tenido un impacto particularmente negativo en los restos de carácter orgánico. 